# Horodysławice
Horodysławice – wieś na Ukrainie w rejonie lwowskim (do 2020 roku w rejonie pustomyckim) należącym do obwodu lwowskiego.

## Położenie
Własność Herburtów w połowie XVI wieku, położona była w ziemi lwowskiej. Na podstawie Słownika geograficznego Królestwa Polskiego i innych krajów słowiańskich: Horodysławice to wieś w powiecie bóbreckim, 18 km na północ od miasta Bóbrka.